# El Ingenio
El Ingenio es un sitio arqueológico que corresponde a un templo prehispánico sepultado que se encuentra en territorio del departamento de Ica, en el Perú. Las faldas de la colina Malpaso, sobre la margen derecha del río El Ingenio que discurre prácticamente junto a las líneas de Nasca, fueron en el pasado remoto inundadas por avalanchas aluviales de consideración. Estas arrastraron lodo y piedras, que terminaron por sepultar lo que era un pequeño pero singular templo preincaico. En efecto, en sus paredes interiores aparece pintada una galería de personajes antropomorfos de aspecto sobrenatural. Las pinturas se salvaron de desaparecer a causa, precisamente, de una o varias catástrofes climáticas. De las que destaca El Niño, fenómeno climático que azota severamente esta parte del mundo.

El templo de El Ingenio permaneció, tal vez por un milenio, totalmente oculto a la vista hasta 1991, en que huaqueros que peinaban la zona con sus sondas y palas, toparon de modo accidental con lo que era parte de una de las figuras pintadas del templo; y, como quiera que no era posible comercializarlo, no le prestaron mayor importancia al sitio. Por entonces, a su paso por Nasca, Ina Brodersen fue alertada sobre este nuevo testimonio del pasado arqueológico. Lo contempló asombrada y de vuelta en Lima se puso en contacto con Federico Kauffmann Doig. Sin pérdida de tiempo, Kauffmann Doig, organizó  y ejecutó, conjuntamente con Giancarlo Ligabue, dos expediciones al sitio que permitieran documentar los motivos pintados. Para el efecto hubo que retirar las gruesas capas aluviales que cubrían el monumento en su totalidad.
Una vez efectuados los estudios, el templo fue cubierto nuevamente, con el mismo material que lo había ocultado. con mira a que las misteriosas imágenes pintadas se conservasen y que generaciones futuras pudiesen contemplarlas y volver a estudiarlas.
Fruto de estas investigaciones es la monografía dada a conocer en el Ligabue Magazine de 1992, y en forma ampliada en el Baessler Archiv, que edita el Museo Etnológico de Berlín, y que la publicó en 1993 con el título de "Exploración del templo pintado de El Ingenio, Nasca (Perú)". La expedición fue auspiciada por el Museo Nacional de Arqueología, Antropología e Historia del Perú.
Se trata de la figura de un mismo personaje sobrenatural, el que va retratado en el templo de El Ingenio. Apenas repetido de modo tal que son cuatro las figuras que van expuestas en cada una de las cuatro paredes que componen el recinto. Sin embargo, sólo una de las paredes presentaba las figuras intactas.
Al someter a análisis la imagen pintada que nos ocupa, antropomorfa en sus rasgos generales, llama profundamente la atención la posición horizontal, no natural, que acusan los antebrazos. Por comparaciones con figuras nascas, presentes en tejidos, concluimos que con esta posición  los artistas deseaban que los brazos del personaje, fueran al mismo tiempo alas. Al ser mítico se le habría atribuido  así la capacidad de volar.
Otro detalle curioso está conformado por dos proyecciones, que se desprenden del sector superior de la cabeza-máscara del personaje y que semejan cuernos. Pero a la luz del análisis comparativo, se llegó a la conclusión de que aludían a las orejas en punta de los felinos. Lo expuesto se constata al comparar las cabezas humanas que ostentan los troncos tallados típicos del sitio arqueológico vecino de la Estaquería. Aquí las orejas también terminan  coronando la cabeza, dando a primera vista la impresión de constituir una enorme horqueta.
La orientación del templo de El Ingenio, permite vincular a éste y a los personajes retratados con los geoglifos de Nasca, particularmente los que se presentan en la Pampa de Jumana.
- Datos: Q5822190